# 장백로 (연천군)
장백로(Jangbaek-ro)는 경기도 연천군 장남면 자작리에서 백학면 두일리까지 연결하는 연천군도로, 총 연장은 10.342 km이다. 도로의 명칭이 유래된 것은 행정 구역명인 '장남면'과 '백학면'을 이용하여 장백로로 명명되었다.

## 역사
- 2009년 1월 20일 : 도로명으로 장백로를 고시

## 주요 경유지
- 연천군
  - 장남면 (자작리 - 원당리 - 판부리 - 원당리) - 백학면 (전동리 - 두일리)

## 접촉하는 도로
- 청정로
- 두일로
- 원당로
- 술이홀로
- 장남로

## 주요 건물 및 시설
- 백학음료 연천공장 (장백로 589/전동리 618)
- 한국지네틱팜 (장백로 877/두일리 1398)